# Juan II de Ávila
Juan fue un religioso español, segundo con este nombre que ejerció como obispo de Ávila entre 1191 y 1195.
A pesar de que el cronista González Dávila menciona que aparece documentado durante el reinado de Enrique I de Castilla, esto no es posible dado que el obispo falleció años antes de que empezase a reinar Enrique. Carlos de Ayala señala que está presente junto al rey Alfonso VIII, con el que tuvo una fluida relación. Esa amistad y relación con el monarca explica porque Juan estuvo con él en la batalla de Alarcos, durante el transcurso de la cual falleció. Por otra parte, González Dávila menciona que está enterrado en el convento de San Pedro de la Espina.